# Erwin Seidl
Erwin Seidl (* 6. November 1905 in München; † 4. April 1987) war ein deutscher Papyrologe, Jurist und Rechtshistoriker.

## Leben
Er machte 1924 Abitur am Wilhelmsgymnasium München und studierte anschließend Jura. 1929 wurde er an der Universität München mit der Arbeit Der Eid im ptolemäischen Recht promoviert. 1932 wurde er Privatdozent an der Universität München. 1935/36 wurde ihm das Reisestipendium des Deutschen Archäologischen Instituts verliehen. 1937 wurde er außerordentlicher 1941 ordentlicher Professor in Greifswald. Vom 1. Januar 1942 bis 1958 war er ordentlicher Professor für römisches und deutsches Bürgerliches Recht an der Universität Erlangen. Als kommissarischer (stellvertretender) Dekan der Rechts- und Staatswissenschaftlichen Fakultät der Julius-Maximilians-Universität Würzburg gehörte er 1948 dem Akademischen Senat der Würzburger Universität an, an der er einen Lehrauftrag für römisches Recht hatte. Von 1958 bis 1971 hatte er den Lehrstuhl für Römisches und Bürgerliches Recht an der Universität zu Köln inne.

## Veröffentlichungen
- Der Eid im römisch-ägyptischen Provinzialrecht
  - Band 1: Die Zeit von der Eroberung Ägyptens bis zum Beginn der Regierung Diokletians. München 1933.
  - Band 2: Die Zeit vom Beginn der Regierung Diokletians bis zur Eroberung Ägyptens durch die Araber. München 1935.
- Demotische Urkundenlehre nach den frühptolemäischen Texten, München 1937.
- Einführung in die ägyptische Rechtsgeschichte bis zum Ende des Neuen Reiches. Band 1: Juristischer Teil, Glückstadt 1939.
- Ptolemäische Rechtsgeschichte, Erlangen 1947.
- Römisches Privatrecht, Erlangen 1949.
- Ägyptische Rechtsgeschichte der Saiten- und Perserzeit, Glückstadt 1956; 2., neubearb. Aufl. Glückstadt 1968.
- Römische Rechtsgeschichte und römisches Zivilprozessrecht. 2. Aufl. Köln 1962; 3., erg. Aufl. Köln 1971. ISBN 3-452-17182-5.
- Roemisches Privatrecht, Köln 1963.
- Rechtsgeschichte Ägyptens als römischer Provinz: die Behauptung des ägyptischen Rechts neben dem römischen, Sankt Augustin 1973. ISBN 3-921255-00-7.
- Bodennutzung und Bodenpacht nach den demotischen Texten der Ptolemäerzeit, Wien 1973. ISBN 3-7001-0036-1.